# Груштінка
Груштінка (словац. Hruštínka) — річка в Словаччині; права притока Б'єлої Орави. Протікає в округах Дольни Кубін і Наместово.
Довжина — 20.5 км; площа водозбору 81.2 км². Витікає в масиві Оравська Маґура — на висоті 1260 метрів.
Протікає Оравською Верховиною; селами Груштін, Васільов, Бабін і Локца. Впадає в Б'єлу Ораву на висоті 618 метрів.